# اچ‌ام‌اس فایرم (۱۷۵۹)
اچ‌ام‌اس فایرم (۱۷۵۹) (به انگلیسی: HMS Firm (1759)) یک کشتی بود که طول آن ۱۵۴ فوت (۴۷ متر) بود. این کشتی در سال ۱۷۵۹ ساخته شد.